# Чёрная ветряная мельница
«Чёрная ветряная мельница» (англ. The Black Windmill) — британский шпионский триллер режиссёра Дона Сигела. Главные роли исполнили Майкл Кейн, Джон Вернон, Джанет Сазман и Дональд Плезенс. Сценарий был написан Ли Вэнсом по роману Клайва Эглтона «Семь дней до убийства». В фильме рассказывается об агенте британской секретной службы Джоне Терренте, участвующем в расследовании махинаций международного синдиката торговли оружием. Его сына похищают и требуют за него выкуп, но когда Террент просит о помощи, то обнаруживает, что не может рассчитывать даже на людей из собственного окружения.
Фильм был снят, в частности, рядом с Клейтонскими ветряными мельницами в Западном Суссексе, Англия, а также на нескольких станциях лондонского метрополитена.

## Сюжет
Два школьника играют с моделью самолёта на заброшенной военной базе рядом с деревней. К ним подходят двое служащих Королевских военно-воздушных сил Великобритании, которые заявляют об их незаконном вторжении на военный объект, и забирают с собой, чтобы доставить к командиру. Вскоре становится ясно, что они были не военные — мальчиков похищают.
В то же время в Лондоне британский разведчик майор Террент участвует в секретной операции, пытаясь проникнуть в банду контрабандистов оружия, которые продают боеприпасы террористам из Ирландской республиканской армии. Он пытается внедриться через Сил Берроуз — одну из участниц данной организации. Ему удаётся договориться встретиться через неделю с её начальником. Затем Террент заезжает в один из загородных домов, где проводит заседание комитета глава МИ-6 сэр Эдвард Джулиан, и докладывает о своей операции ему и его непосредственному начальнику, Седрику Харперу. Там он получает телефонный звонок от своей жены. Она сказала, что их сын Дэвид в беде, к тому же ей позвонил какой-то незнакомец. Террент реагирует спокойно, показывая своему начальству только то, что у него дома семейные проблемы, после чего ему разрешают уйти.
Террент идёт домой, чтобы лично поговорить с этим незнакомцем, назвавшимся Драблом. Драбл показывает, что он точно знает, кто такой Террент, где он работает и чем занимается. Он просит его, чтобы на следующий звонок ответил Харпер, в противном случае он может пытать его сына Дэвида. Террент приводит Харпера, также информировав его о сложившейся ситуации. Харпер отвечает на телефонный звонок и начинает прослушку Драбла с целью установления его личность. Драбл требует, чтобы ему в Париже передали неогранёнными алмазами 500 тысяч £. Самое интересное, что ведомством недавно было приобретено алмазов именно на такую сумму, какую указали в разговоре. Харпер делает вывод, что Драбл действует по информации, полученной от кого-то из работников британской разведки. Он сразу начинает подозревать Террента и берёт его под наблюдение. В результате сложившихся обстоятельств, Терренту приходится передать своё дело другому сотруднику.
Люди из банды Драбла подложили несколько улик в квартиру Террента, которые, якобы, указывают на его интимную связь с Сил Берроуз. Как они и планировали, все эти вещи находят сыщики Скотланд-Ярда. Это ещё больше убеждает Харпера в правоте его теории насчёт виновности Террента. Харпер встречается с ним в своём кабинете и говорит, что он не может позволить отдать алмазы, так как правительство не ведёт переговоры с террористами. Террент, казалось бы, смирился с этим фактом, но как только Харпер ушёл, он врывается в кабинет и, имитируя голос Харпера, договаривается с банком о передаче ему из камеры хранения алмазов. Вместе с ними он едет на обговорённую заранее встречу в Париж. Там его встречает Сил Берроуз. Она привозит Террента в здание, где, как ему говорят, и находится его сын.
Скоро становится ясно, что там нет Дэвида. Вместо него Драбл даёт странное указание на место, где он может находиться. Он говорит, что из окна его комнатки можно увидеть две редкие мельницы. Едва получив алмазы, Драбл убивает Сил Берроуз, оставив рядом с трупом потерявшего сознание Террента. Террента арестовала французская полиция, после чего передала его группе британских разведчиков во главе с Харпером. Чтобы добить Террента, банда Драбла напала на конвой, но обманув их, он сбежал в Англию. Он понимает, что Драбла можно использовать как приманку, чтобы поймать того, кто работает на синдикат. Террент, чтобы найти предателя, выдаёт себя за Драбла, обзванивает всех членов комитета и приглашает на встречу (как он узнал) у Клейтонских ветряных мельниц.
На встречу приезжает сэр Эдвард Джулиан. Он попадает в засаду Террента. Под давлением он признаётся, что организовал всё это из-за того, что ему нужны были деньги, чтобы они с женой ни в чём не нуждались на пенсии. Он пытается подкупить Террента алмазами, но тот отказывается — ему нужно знать, где сын. Джулиан говорит, что его в чёрной мельнице в плену держит Драбл. Террент убивает Драбла и его подручного и спасает Дэвида, после чего несёт сына домой.

## Приём критиков
У The New York Times фильм вызвал неоднозначную реакцию, охарактеризовав его как «хорошо сделанную работу профессионалов», но раскритиковал отсутствие оригинальности в сюжете и неспособность персонажа Кейна продемонстрировать хоть какой-нибудь эмоциональный отклик на похищение сына. В статье высоко оценили работу Дональда Плезенса при создании образа требовательного Седрика Харпера. Автор статьи пришёл к выводу, что «во времена Уотергейта мы нуждаемся в более хитрых или более интересных вещах, которые могли бы занять нас — могли бы захватить наше внимание от удивления, что может быть в сегодняшних вечерних новостях».

## В ролях
- Майкл Кейн — майор Джон Террент
- Джанет Сазман — Алекс Террент
- Дональд Плезенс — Седрик Хапрер
- Дельфин Сейриг — Сил Берроуз
- Джон Вернон — МакКи
- Пол Мосс — Дэвид Террент
- Джозеф О’Конор — сэр Эдвард Джулиан
- Кэтрин Шелл — леди Мелисса Джулиан
- Эдвард Хардуик — Майк МакКарти
- Морин Прайор — миссис Харпер
- Денис Куилли — Бэтсон
- Джойс Кэри — секретарь Харпера
- Престон Локвуд — Илкестон, менеджер банка
- Клайв Ревилл — Альф Честерманн